# (5664) Eugster
(5664) Eugster (1981 EX43) – planetoida z pasa głównego asteroid okrążająca Słońce w ciągu 3,64 lat w średniej odległości 2,37 j.a. Odkryta 6 marca 1981 roku.